# Zalakaros
Zalakaros é uma cidade da Hungria, situada no condado de Zala. Tem 17,17 km² de área e sua população em 2019 foi estimada em 1.936 habitantes.